# Teramnus hookerianus
Teramnus hookerianus là một loài thực vật có hoa trong họ Đậu. Loài này được A.Sen miêu tả khoa học đầu tiên.